# Henrik Hansson (musiker)
Henrik Hansson, född 1977 i Lund, är en svensk musiker, låtskrivare och producent. Han har bland annat skrivit låten "Don't Try To Stop Me" som Laila Adéle framförde i Melodifestivalen 2006 (deltävlingen i Göteborg).